# Ergué-Gabéric
Ergué-Gabéric (en bretó An Erge-Vras) és un municipi francès, situat a la regió de Bretanya, al departament de Finisterre. L'any 2006 tenia 7.500 habitants. A l'inici del curs 2007 el 7,3% dels alumnes del municipi eren matriculats a la primària bilingüe.

## Demografia
| Evolució de la població Cassini |       |       |       |       |       |       |       |       |
| 1793                            | 1800  | 1806  | 1821  | 1831  | 1836  | 1841  | 1846  | 1851  |
| 1 612                           | 1 781 | 1 813 | 1 873 | 2 012 | 2 025 | 2 042 | 2 097 | 2 158 |

| 1856  | 1861  | 1866  | 1872  | 1876  | 1881  | 1886  | 1891  | 1896  |
| ----- | ----- | ----- | ----- | ----- | ----- | ----- | ----- | ----- |
| 2 263 | 2 255 | 2 286 | 2 190 | 2 358 | 2 319 | 2 580 | 2 637 | 2 529 |

| 1901  | 1906  | 1911  | 1921  | 1926  | 1931  | 1936  | 1946  | 1954  |
| ----- | ----- | ----- | ----- | ----- | ----- | ----- | ----- | ----- |
| 2 642 | 2 737 | 2 828 | 2 690 | 2 792 | 2 684 | 2 602 | 2 583 | 2 610 |

| 1962  | 1968  | 1975  | 1982  | 1990  | 1999  | 2006 | 2011 | 2016 |
| ----- | ----- | ----- | ----- | ----- | ----- | ---- | ---- | ---- |
| 2 584 | 2 821 | 3 950 | 5 679 | 6 517 | 6 925 | -    | -    | -    |

| 2019 | - | - | - | - | - | - | - | - |
| ---- | - | - | - | - | - | - | - | - |
| -    | - | - | - | - | - | - | - | - |

## Administració
| Període   | Identitat           | Partit        |
| --------- | ------------------- | ------------- |
| 1959-1977 | Jean-Marie Puech    | RPR           |
| 1977-1983 | Pierre Faucher      | PS            |
| 1983-1989 | Jean Le Reste       | centre        |
| 1989-2001 | Pierre Faucher      | PS            |
| 2001-2008 | Hervé Herry         | PS            |
| 2008-     | Jean-Pierre Huitric | Divers droite |